# J-14 Teen Icon Awards
I Teen Icon Awards sono una premiazione televisiva annuale organizzata dalla rivista di spettacolo statunitense J-14, volta a premiare il meglio dal mondo della musica, del cinema, della televisione, dell'editoria e del web suddivisi in diverse categorie. A votare sono in particolare gli adolescenti, da cui deriva il nome dello spettacolo (i teenager sono infatti gli adolescenti). La prima cerimonia di premiazione si è tenuta nel 2009.
Lo spettacolo è incentrato sulle premiazioni delle diverse categorie e sull'esibizione live di molti artisti.

## Categorie
Le premiazioni dei J-14 Teen Icon Awards si suddividono nelle seguenti categorie:
- Iconic Male Singer
- Iconic Female Singer
- Iconic Band
- Iconic Music Video
- Iconic Song
- Iconic TV Show
- Iconic TV Actress
- Iconic TV Actor
- Iconic Movie
- Iconic Movie Actor
- Iconic Movie Actress
- Iconic Movie Kiss
- Iconic YouTuber
- Iconic Tweteer
- Iconic Vineer
- Iconic Instagrammer
- Iconic Book
- Icon of Tomorrow
- Iconic Rebel
- Iconic Shirtless Stud
- Iconic Couple
- Iconic Trendsetter
- Iconic Fan Favorite
- Iconic Fandom
- Iconic Trasformation
- Icon of The Year
- Iconic Female Star
- Iconic Male Star
- Iconic Web Celeb